# Tomás Xavier de Lima
Tomás Xavier de Lima Teles da Silva, marquês de Ponte de Lima, visconde de Vila Nova de Cerveira (12 de outubro de 1727 — 23 de dezembro de 1800) foi um político português.
Exerceu o cargo de secretário de Estado dos Negócios Estrangeiros e da Guerra entre 1 de abril de 1786 e 15 de dezembro de 1788. No mesmo período foi também o Primeiro-ministro do governo.

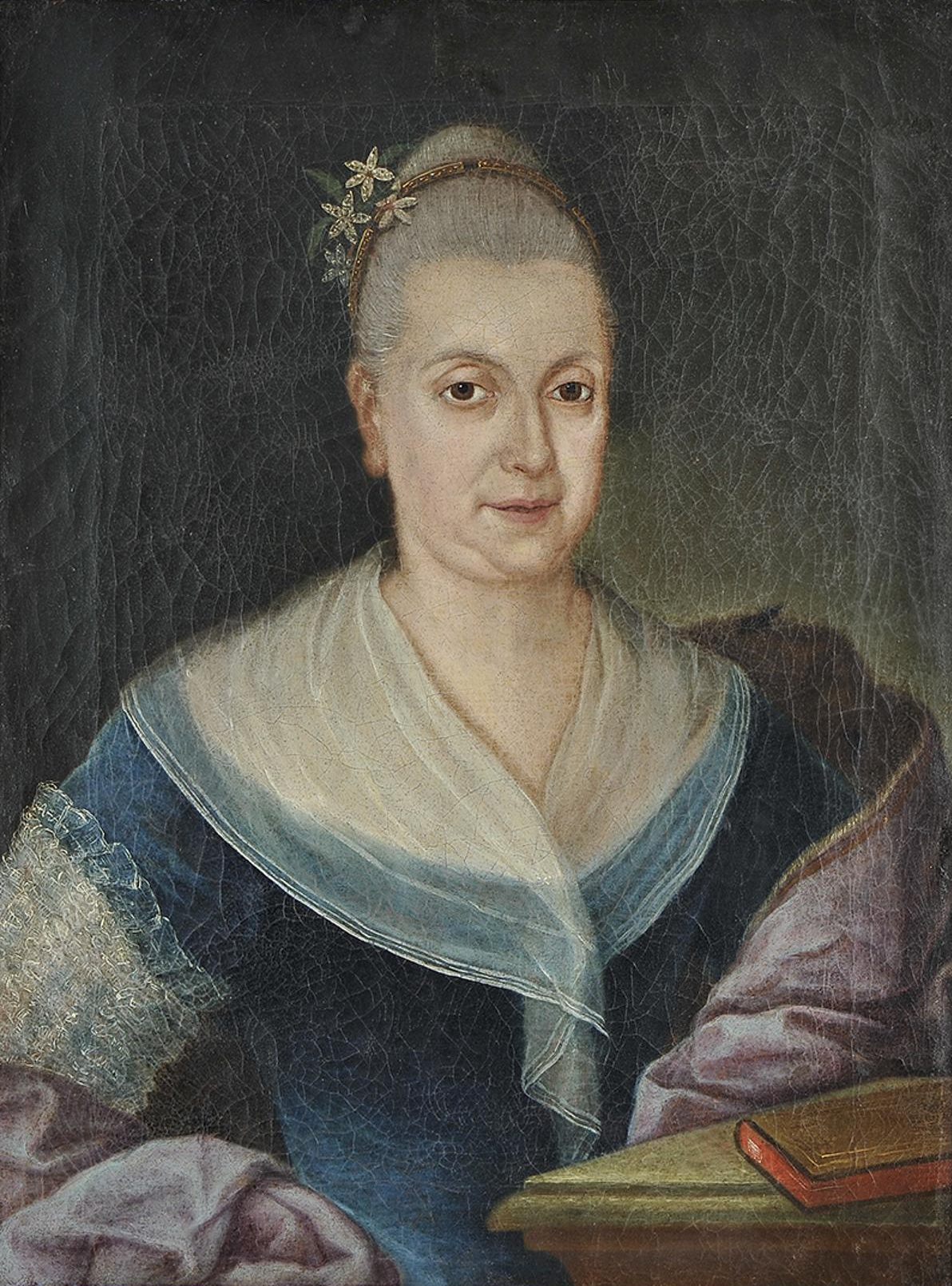
D. Eugénia, Marquesa de Ponte de Lima

Casou-se em 1749 com Eugénia Maria Josefa de Bragança (n. 1725).